# Salvator (Teiidae)
Salvator – rodzaj jaszczurek z rodziny tejowatych (Teiidae).

## Zasięg występowania
Rodzaj obejmuje gatunki występujące w Brazylii, Boliwii, Paragwaju, Argentynie i Urugwaju. 

## Systematyka

### Etymologia
Salvator: „Ta nazwa Salvator nie jest łacińska; nie znajduje się w Piśmie Świętym, chociaż jest często używana w pieśniach kościelnych jako wskazująca Zbawiciela świata”. „Nazwa ta bez wątpienia została zainspirowana popularną nazwą «Sauvegardes», oznaczającą obrońcę lub zbawiciela w języku francuskim i używana przez Cuviera i jemu współczesnych, zwłaszcza w literaturze popularnej”.

### Podział systematyczny
Do rodzaju należą następujące gatunki:
- Salvator duseni
- Salvator merianae – teju argentyński
- Salvator rufescens